# Giuncheto
Giuncheto (in corso Ghjunchetu) è un comune francese di 87 abitanti situato nel dipartimento della Corsica del Sud nella regione della Corsica. È completamente incluso nel comune di Sartena.
Dal centro dell'abitato si diparte una mulattiera (percorribile solo con mezzi fuoristrada) che risale il monte soprastante, conducendo a delle vallate suddivise in lotti di terreno privati, separati da antiche macere di pietra o filo spinato, ormai quasi totalmente abbandonati e ricoperti dalla macchia.

## Società

### Evoluzione demografica
Abitanti censiti